# Hugo Kauffmann
Hugo Wilhelm Kauffmann, född 7 augusti 1844 i Hamburg, död 30 december 1915 i Prien am Chiemsee, var en tysk målare,  son till Hermann Kauffmann.
Kauffmann, som från 1874 var bosatt i München, framställde friskt och livligt, med karaktär och humor sina medborgare vid spelbordet, i kägelbanan, på värdshuset, på auktion och dylikt. Kärleksförklaring (1900) ägs av Nya pinakoteket i München. Kauffmann var också en förtjänstfull och produktiv tecknare. Han utgav teckningssamlingar (Bröllopsfolk och musikanter, Kälkborgare och vagabonder med flera).

## Bildgalleri

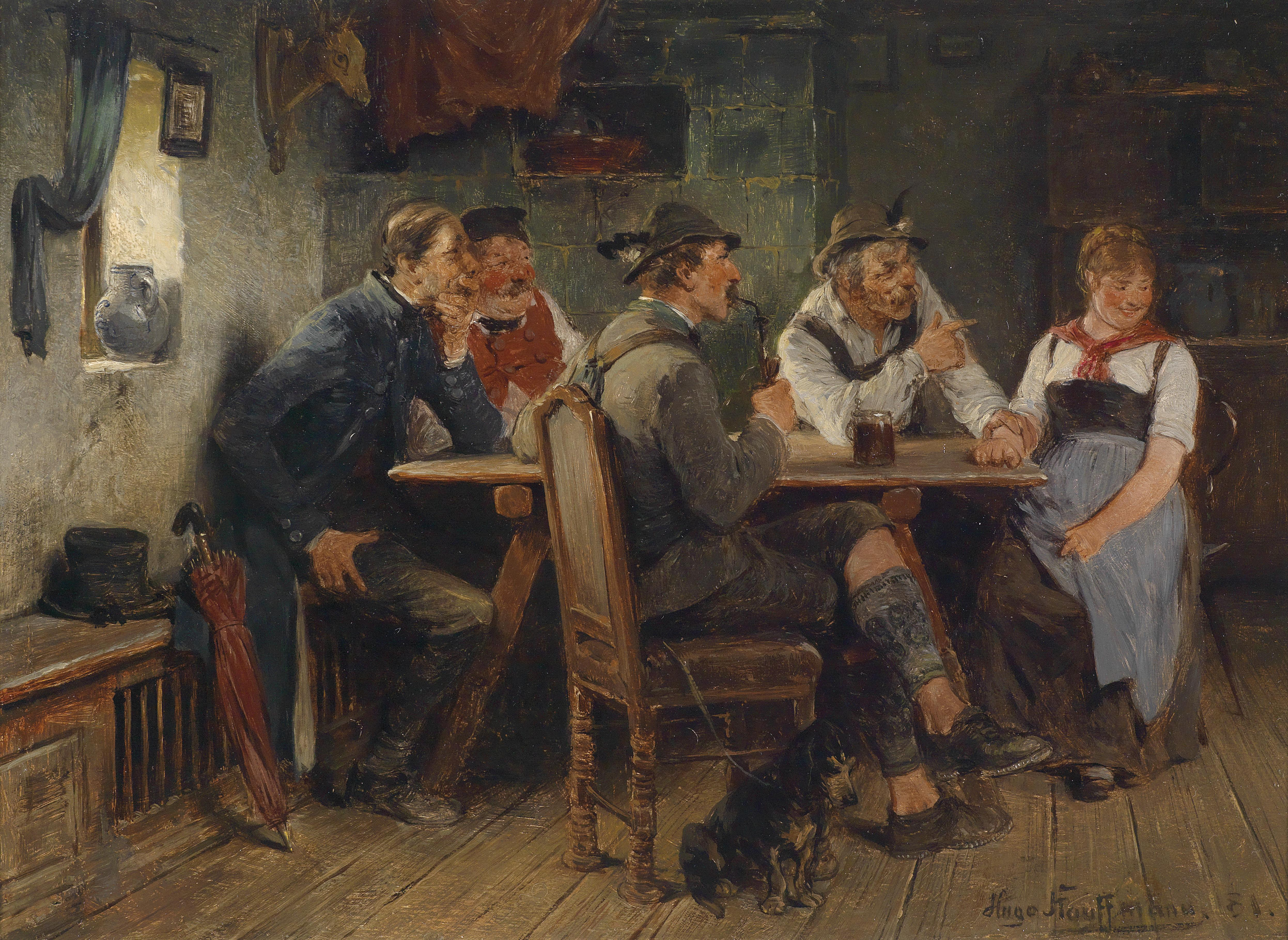
Auf dem Prüfstand (1881).
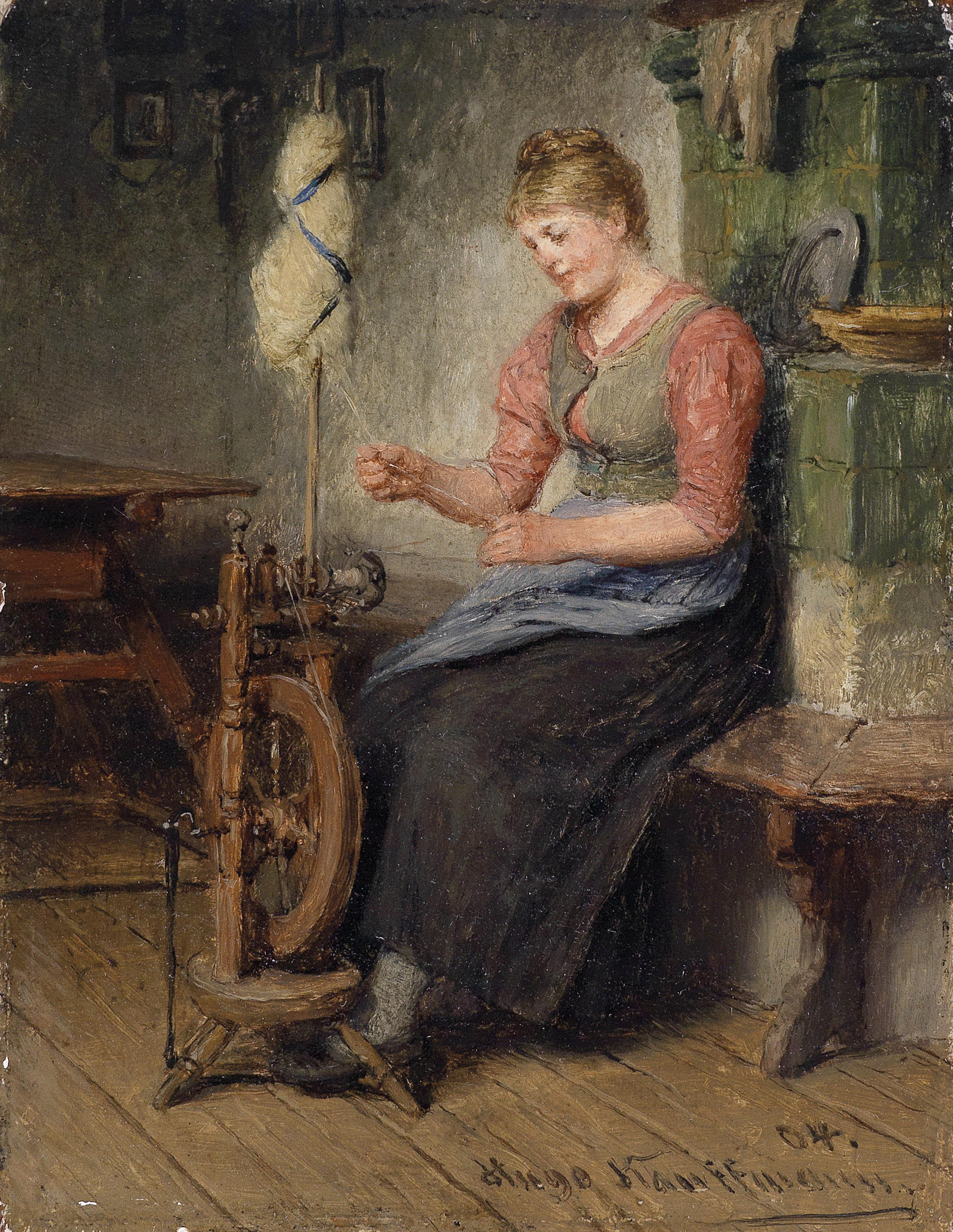
Mädel am Spinnrad (1904).
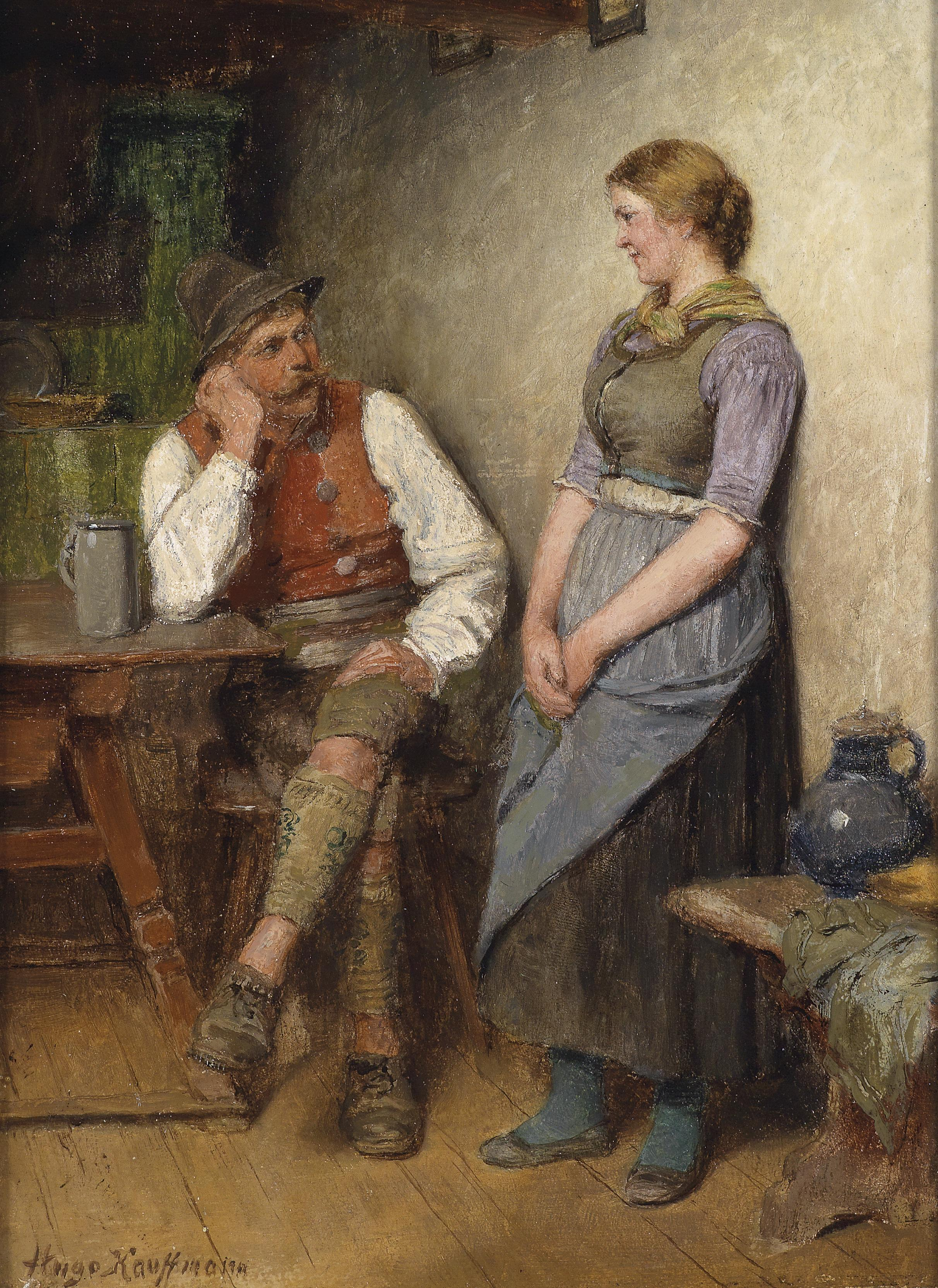
Im Gespräch.